# Meranda
Meranda é um gênero de traça pertencente à família Arctiidae.